# スーパーアグリ・SA06
スーパーアグリ・SA06 (Super Aguri SA06) はスーパーアグリF1チームが2006年のF1世界選手権に投入したフォーミュラ1カーである。

## 開発
SA05の改良と並行してオリジナル設計の新シャーシSA06の製作が進められ、2006年シーズン中に投入することが発表されていた。
当初、第4戦サンマリノGPからの投入が噂されていたが、SA05をレギュレーションに準拠させる作業を優先したことから投入予定時期は大幅に遅れ、2006年6月30日になってドイツGPでの投入決定が発表された。
投入時期は当初、フランスGPが予定されていたが、1戦遅れた主な理由はギアボックス決定に時間がかかったことと風洞のベルトが破損するというトラブルが起き5日間停止せざるを得なかったこととされた。
モノコック部分はSA05と同様アロウズ・A23から流用したが、周辺部分は新規製作している。主な改良点は
- 軽量化（チーム発表で約20kg）
- 低重心化
- メカニカルグリップの向上（サスペンションジオメトリーの最適化、フロントサスペンションのゼロキール化）

となっている。ただし、「フロントサスペンションのゼロキール化」については完全な「ゼロ」ではない。
7月19日に、イギリスのシルバーストン・サーキットでSA06が公開され、佐藤がシェイクダウンとして30周を走行したが、この時のシャーシはフロント周りにSA05のパーツを流用したもの(SA06A)であった。
7月28日のドイツGPで実戦投入。予選ではそれまで平均1.5秒離されていたMF1レーシングに匹敵するタイムを叩き出し、その後の決勝レースでも中位チームを食う走りを披露。実力の片鱗を見せ付けた。

## スペック

### シャーシ
- シャーシ名 SA06/SA06B
- 全長 4,666mm
- 全幅 1,800mm
- 全高 950mm
- ホイールベース 3,100mm
- 前トレッド 1,472mm
- 後トレッド 1,422mm
- クラッチ ザックス
- ブレーキキャリパー AP
- ブレーキディスク・パッド ヒトコ
- ダンパー オーリンズ
- ホイール BBS
- タイヤ ブリヂストン
- ギヤボックス 7速セミオートマチック/アルミニウム製ケーシング
- シートベルト タカタ
- 燃料タンク ATL

### エンジン
- エンジン名 ホンダRA806E
- 気筒数・角度 V型8気筒・90度
- 排気量 2,400cc
- 最高回転数 18,500回転以上
- 最大馬力 700馬力以上
- スパークプラグ NGK
- 燃料・潤滑油 ENEOS
- イグニッション ホンダPGM-IG
- インジェクション ホンダPGM-FI

## SA06B

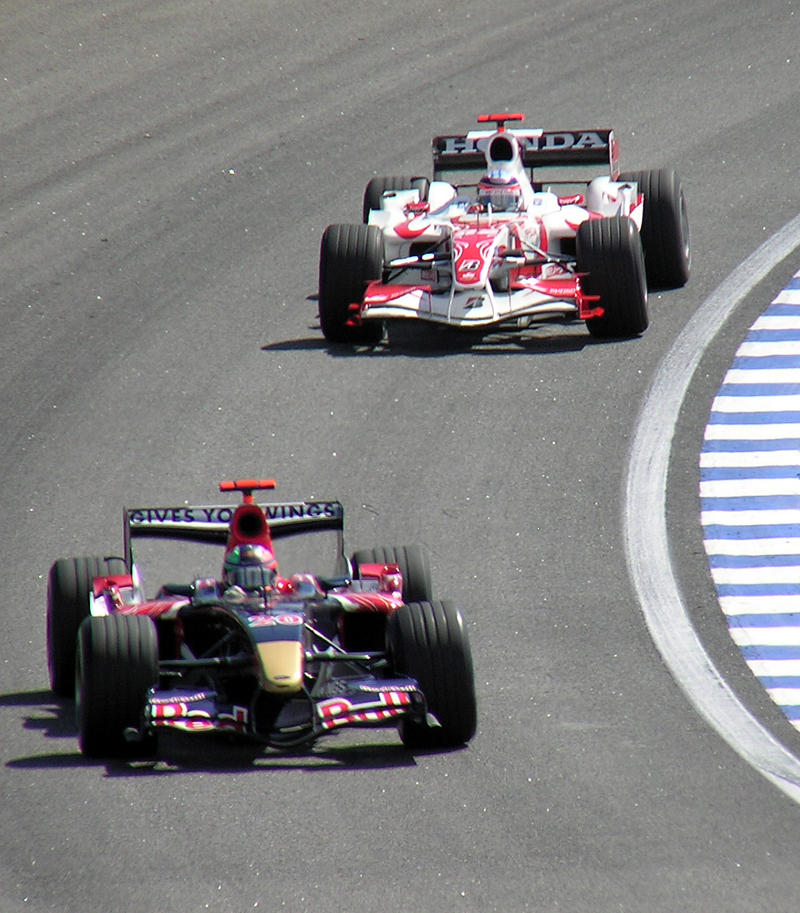
ブラジルGPにてトロ・ロッソのヴィタントニオ・リウッツィを追う佐藤琢磨

トルコGPからは、フロント周りを改善した（SA06はSA05と同じフロントサスペンションが用いられていたが、SA06Bでゼロキールサスペンションが投入された）Bスペックを投入。同時にSA06のサードカー（Tカー）も投入された。
2006年の日本グランプリでは、設計が古いマシンに最新型のエンジンを合わせた事でネックになっていたエキゾーストマニホールドをホンダ栃木研究所のスタッフが実寸の上でワンオフのエキゾーストを製作、その結果シーズンの最終戦・ブラジルGPがSA06Bの最後のレースとなったが、第3ドライバーのフランク・モンタニーがフリー走行で8位を記録。決勝では佐藤がレース中盤にトップグループと遜色無いタイムで走り、その中でも41周目は誰よりも速いラップタイムを記録。ライバルであるMF1レーシングやトロ・ロッソ、レッドブルを上回り、ベストリザルトを更新する10位フィニッシュを果たした。レース中のファステストラップも山本が7位、佐藤が9位を記録しており、来年に期待を持たせるシーズンとなった。
リザルト上は2戦連続ダブル完走だが、佐藤がチェッカー後失格になった中国GPを含めると実質的には3戦連続でのダブル「完走」となった。

## 記録（SA06とSA06Bが出走したグランプリのみ）
| 年   | No. | ドライバー | 1   | 2   | 3   | 4   | 5   | 6   | 7   | 8   | 9   | 10  | 11  | 12  | 13  | 14  | 15  | 16  | 17  | 18  | ポイント | ランキング |
| 年   | No. | ドライバー | BHR | MAL | AUS | SMR | EUR | ESP | MON | GBR | CAN | USA | FRA | GER | HUN | TUR | ITA | CHN | JPN | BRA | ポイント | ランキング |
| ---- | --- | ---------- | --- | --- | --- | --- | --- | --- | --- | --- | --- | --- | --- | --- | --- | --- | --- | --- | --- | --- | -------- | ---------- |
| 2006 | 22  | 佐藤琢磨   |     |     |     |     |     |     |     |     |     |     |     | Ret | 13  | NC  | 16  | DSQ | 15  | 10  | 0        | 11位       |
| 2006 | 23  | 山本左近   |     |     |     |     |     |     |     |     |     |     |     | Ret | Ret | Ret | Ret | 16  | 17  | 16  | 0        | 11位       |

- 太字はポールポジション、斜字はファステストラップ、NCは周回数不足、DSQは失格。(key)